# Dworszowice Kościelne
Dworszowice Kościelne [pronunciación en polaco: /dvɔrʂɔˈvit͡sɛ kɔɕˈt͡ɕɛlnɛ/] es un pueblo ubicado en el distrito administrativo de Gmina Nowa Brzeźnica, dentro del Distrito de Pajęczno, Voivodato de Łódź, en Polonia central. Se encuentra aproximadamente a 4 kilómetros al oeste de Nowa Brzeźnica, a 12 kilómetros al sureste de Pajęczno, y a 82 kilómetros al sur de la capital regional Łódź.
El pueblo tiene una población de 424 habitantes.